# Kolerič
Kolerič je priimek v Sloveniji, ki ga je po podatkih Statističnega urada Republike Slovenije na dan 1. januarja 2010 uporabljalo 42  oseb.

## Znani nosilci priimka
- Antonija Kolerič (1906—1990), knjižničarka, publicistka, slikarka
- Božidar (Božo) A. Kolerič (1963), glasbenik, radijski urednik in producent, ustvarjalec "energijskih slik"
- Janez Kolerič, zborovodja
- Josip Kolerič - "Ito" (1908—?), narodnokultuni delavec